# Carpetbag Steak
Carpetbag Steak ist in der australischen Küche und amerikanischen Küche ein dickes Stück Rumpsteak, in das ein Schlitz geschnitten und dieser mit frischen Austern gefüllt wird. Das Steak wird dann über Holzkohle gegrillt und mit Sardellenbutter begossen serviert. Das Rezept tauchte erstmals Ende des 19. Jahrhunderts in Kochbüchern auf, der Begriff kann erstmals 1958 nachgewiesen werden. 
Carpetbag Steak ist vor allem in Australien beliebt, möglicherweise kam es ursprünglich aus den USA. Der Name leitet sich von einer sackartigen Reisetasche mit Teppichmuster und klappenartigem Verschluss ab, die etwa zwischen 1840 und 1870 beliebt war.

## Zubereitung
Für Carpetbag Steak ist auch ein doppeltes Entrecôte geeignet, worin eine Tasche geschnitten, die mit Austern gefüllt und deren Öffnung mit Speckstreifen zugenäht wird.